# Dick Helander

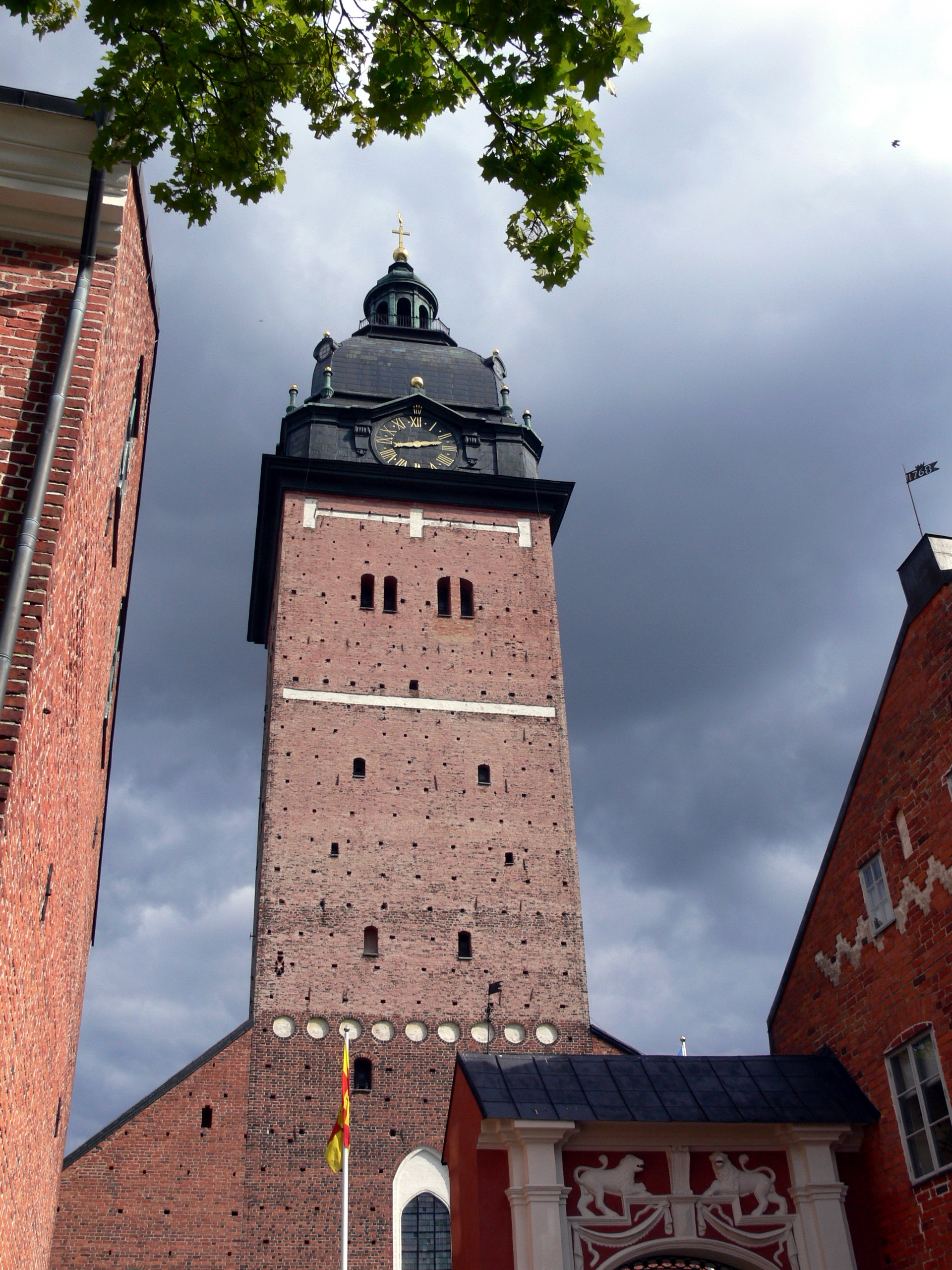
Strängnäs domkyrka där Dick Helander var biskop 1953–54.

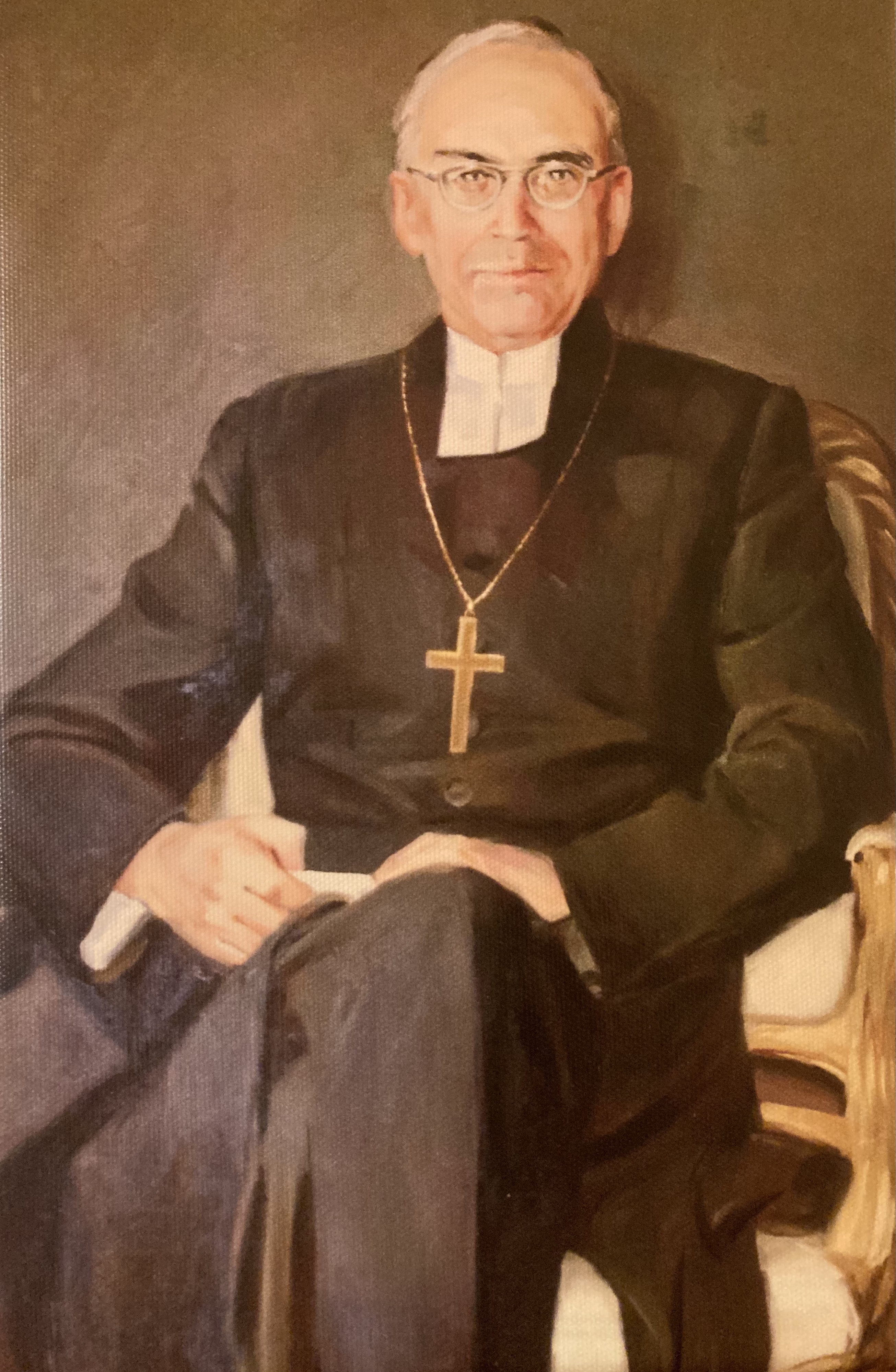
Porträtt av Dick Helander, biskop i Strängnäs 1953-1954. Porträttet är målat 2018 av Helen Shchukina och hänger i Sessionssalen i Domkapitlet i Strängnäs. Porträttet finns återgivet i boken Bakom bilderna, biskopsporträtt i Strängnäs, Artos förlag 2019.

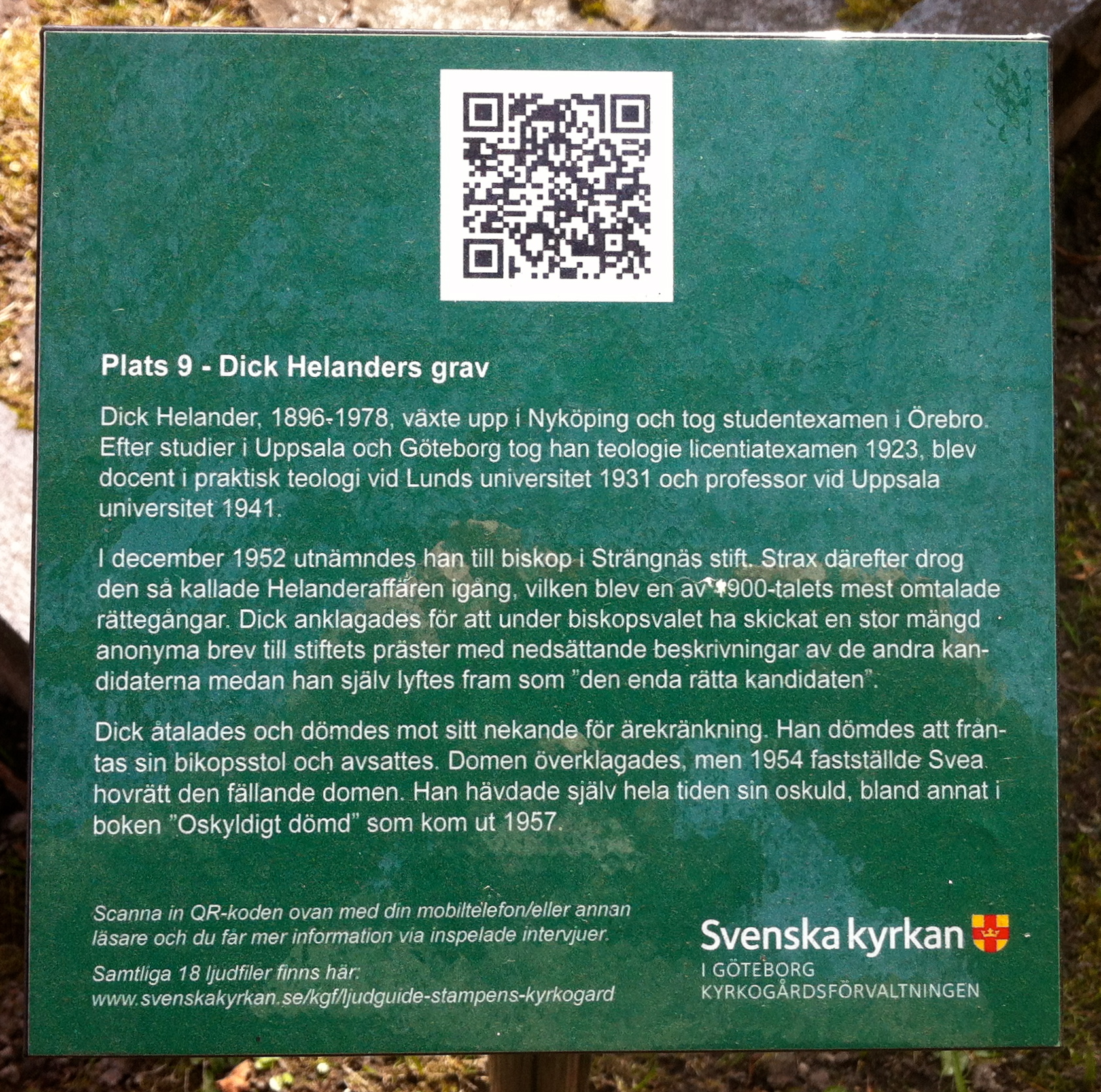
Informationstavla (plats 9) på Stampens kyrkogård med en delvis felaktig text om Dick Helander.

Dick Adolf Viktor Helander, född 23 juni 1896 i Nyköping, död 14 augusti 1978 i Göteborg, var professor i praktisk teologi med kyrkorätt vid Uppsala universitet (1941–1952) och biskop i Strängnäs stift (1952–1954).

## Biografi
Dick Helander tog studenten vid Karolinska Läroverket i Örebro 1915. Efter studier i Uppsala och Göteborg blev Helander filosofie kandidat 1918 och teologie kandidat 1920. Fortsatta studier ledde fram till en teologie licentiatexamen 1923. Samma år disputerade Helander på en avhandling om medeltidsmystikern Johann Tauler. 1926 blev han filosofie licentiat.
Helander prästvigdes den 20 maj 1923 för Lunds stift. Han innehade ett flertal förordnanden i Lund med omnejd. 1931 blev han docent i praktisk teologi med kyrkorätt vid Lunds universitet. 1936 utsågs han till föreståndare för Ersta diakonianstalt i Stockholm. Åren 1941 till 1952 var han professor i praktisk teologi med kyrkorätt vid Uppsala universitet. Han var inom detta fält en framstående forskare med en omfattande vetenskaplig produktion, inriktad främst på de kyrkliga böckernas historia under 1800-talet.
Åren 1939 till 1955 var Helander extra ordinarie hovpredikant. Han var 1942–1952 inspektor vid Södermanlands-Nerikes nation. Dick Helander uppfördes på biskopsförslag tre gånger innan han 1952 utnämndes till biskop i Strängnäs stift; 1937 placerades han i tredje förslagsrummet vid biskopsvalet i Växjö stift, 1938 i tredje förslagsrummet vid biskopsvalet i Karlstads stift och 1950 andra förslagsrummet vid biskopsvalet i Växjö stift.
I december 1952 utnämndes Dick Helander till biskop i Strängnäs stift. Han tillträdde den 1 januari 1953 och vigdes till biskop i mars 1953. Han avsattes 1954 efter en dom fastställd av Svea hovrätt. Sju år senare beviljade Högsta domstolen en resningsansökan från Helander. Svea hovrätt beslutade i juli 1964, att, utan ändring av den tidigare bedömningen i skuldfrågan, upphäva domen om avsättning och ersätta den med dagsböter. Vid tillfället för HD:s beslut hade Dick Helander hunnit uppnå pensionsåldern. Han återfick därför biskopsämbetet, men blev inte återinsatt i någon biskopstjänst. Regeringen beslutade mot bakgrund av den nya domen, att Dick Helander skulle erhålla full lön från avsättningsdatum och fram till pensionsåldern 1963 samt därefter erhålla full pension.
Dick Helander avled den 14 augusti 1978 efter att ha blivit påkörd av en spårvagn vid Domkyrkan i Göteborg. Han begravdes i Mariakyrkan i Göteborg den 30 augusti 1978 och gravsattes på Stampens kyrkogård.

## Helandermålet
År 1952 förrättades biskopsval i Strängnäs stift. Det första valet hölls i maj, men eftersom fyra icke röstberättigade personer deltagit överklagades resultatet. Nytt val hölls i oktober. I samband med båda valen utsändes en stor mängd anonyma brev till prästerna i stiftet. I dessa brev förordades Helander som biskop medan andra kandidater beskrevs i delvis smädliga ordalag. Helander misstänktes för att ligga bakom de anonyma breven, han åtalades och dömdes mot sitt nekande för ärekränkning. Rättsfallet blev ett av Sveriges mest omtalade under 1900-talet.
Helander dömdes den 22 december 1953 av Uppsala rådhusrätt till avsättning från biskopstjänsten. Domen överklagades. Svea hovrätt fastställde 1954 den fällande domen. Helander begärde resning av sitt ärende hos  Högsta domstolen 1954 men begäran avslogs och avsättningsdomen vann laga kraft. Helander skrev ett par böcker för att själv rentvå sig från anklagelserna.
Det ärekränkande i de anonyma breven ansågs vara att en av medkandidaterna i biskopsvalet, professor Hjalmar Lindroth, kallades för "intrigör". Den man som polisanmälde breven var en präst i Strängnäs stift, Eric Segelberg, vilken i breven kallades för "stiftets gossen Ruda".
Den fällande domen mot Helander byggde på ett antal indicier. Bland dessa fanns en studie av språket i de anonyma breven. Detta jämfördes med språket i Helanders produktion.. Denna undersökning mötte kritik för sin bristande statistiska metod i ett flertal språkstatistiska vetenskapliga artiklar. Ett annat indicium var att breven fastställdes vara skrivna på skrivmaskiner, som disponerats av Helander. I utredningen framkom, att Helander köpt och låtit reparera skrivmaskiner under antaget namn. Skrivmaskinerna stod allmänt tillgängliga på Carolina Rediviva och Dekanhuset i Uppsala. Ett tredje indicium var de förmodade fingeravtrycken från Helander, som återfanns på de anonyma breven. Bland de sammanlagt 235 insamlade breven med kuvert återfanns två stycken fingeravtryck, som ansågs härröra från Dick Helanders vänstra tumme.
År 1961 beviljades Helander resning av Högsta domstolen. En ny rättegång påbörjades hösten 1963 i Svea hovrätt. I juli 1964 meddelades domen – Helander befanns fortfarande skyldig till ärekränkning och dömdes till lindriga 75 dagsböter medan den tidigare domen om avsättning från biskopsämbetet upphävdes. Eftersom Dick Helander redan hade uppnått pensionsåldern kunde han då inte återinsättas i en biskopsbefattning. . Regeringen beslutade mot bakgrund av den nya domen, att Dick Helander skulle erhålla full lön från avsättningsdatum och fram till pensionsåldern 1963 samt därefter få full pension.
År 2002 utfördes på Rudbeckslaboratoriet i Uppsala en DNA-analys av kuvertklistret på de anonyma breven. Denna visade, att Helander inte själv slickat igen dem. Om resultatet från denna DNA-analys funnits tillgängliga i samband med rättegångarna på 1950- och 1960-talen, så hade domarna mot Dick Helander förmodligen blivit annorlunda.

## Familj
Dick Helander var son till konsul Adolf Helander och Helfrid Helander, född Virgin, samt bror till ekonomen Sven Helander. Dick Helander gifte sig 1924 med Anna Maria Eugenia, född Pettersson 20 september 1900 i Stockholm, död 24 oktober 1986 i Göteborg. Hon var en av de första kvinnorna i Sverige att avlägga teologie kandidatexamen. Maria och Dick Helander fick tillsammans fem söner: Sven (1925–2013) teol. dr, docent och lektor, Einar (1928-2018) med. dr, professor, Jan (1930–2009) fil. dr, professor, Herbert (1935-2023), med. dr, professor, och Martin (1943-2023), tekn. dr, professor.